# Kněžmostka
Kněžmostka je potok či říčka v okrese Mladá Boleslav ve Středočeském kraji, levostranný přítok řeky Jizery. Délka toku činí 17,54 km. Plocha povodí měří 72,81 km².

## Průběh toku

### Pramen a Komárovský rybník
Potok pramení v Srbské kotlině (Příhrazská vrchovina) na západním okraji vsi Srbsko v CHKO Český ráj, a teče převážně západním směrem. Po pouhém jednom kilometru v lužním lese (lokalita V Luhu) napájí největší z rybníků ve svém povodí, Komárovský rybník mezi sídly Srbsko, Zakopaná, Branžež a Nová Ves. Někdy bývá logicky, ale podle všech zdrojů nesprávně, za pramenné rameno Kněžmostky považován druhý, jižnější přítok Komárovského rybníka, tekoucí od Meziluží, který je dlouhý dokonce 5 km, ale je nesouvislý.

### Horní tok
Mezi Komárovským rybníkem a dalším v pořadí, Drhlenským rybníkem u Drhlen protéká Kněžmostka asi nejzajímavějším úsekem svého toku – 2 km dlouhým zúženým říčním údolím skrz pískovcovou vrchovinu. Svahy jsou zde lemovány pískovcovými skalami (v jednom místě potok protéká malou skalní průrvou). Za Drhlenami se údolí zvolna rozevírá a následují Nové rybníky (soustava dvou rybníků a několika sádek) na úseku Drhleny–Suhrovice. Na opačném okraji Suhrovic leží další rybník, Patřín (v něm přijímá zprava přítok od Branžeže), za nímž opouští potok území CHKO Český ráj. Na východním okraji obce Kněžmostu následuje Kněžmostský rybník.

### Dolní tok
Za Kněžmostem, ve kterém podtéká silnici II/268 pak zcela mizí údolní zářez a potok přechází do rovinaté krajiny Mladoboleslavské kotliny se zemědělským charakterem. Mezi Lítkovicemi a Koprníkem leží poslední větší rybník, Nový Solec (za ním podtéká železniční trať 063). Zhruba od těchto míst je většina zbývajícího toku výrazně regulována a potok teče v betonovém korytu. U Koprníku přijímá zleva významný přítok, Koprnický potok. U samoty Zájezdy Kněžmostka přijímá zprava významný přítok, Býčinský potok. Poté podtéká dálnici D10 a silnici II/610 a protéká jižním okrajem města Bakova nad Jizerou, kde napájí malou mlýnskou nádrž. Nakonec se potok vlévá do Jizery (v místě jejího ostrého meandru) na jejím 47. říčním kilometru.

## Rybníky v povodí
Další rybníky se nacházejí na přítocích Kněžmostky, zejména pak je to rybniční soustava na Býčinském potoku mezi Býčinou a Budami nebo rybník Pátek u Bud.

### Větší přítoky
- levé – Od Meziluží, Koprnický potok
- pravé – Od Branžeže, Býčinský potok

## Vodní režim
Průměrný průtok u ústí činí 0,19 m³/s.

## Historie
Povodí Kněžmostky bývalo dříve pravým rybničním rájem. V 16. až 18. století, zejména zásluhou hraběte Arnošta Josefa z Valdštejna, zde bylo několikanásobně více rybníků než v současnosti. Největší rybníky byly Studénský, Volšovský a Koprnický. Od 18. století byly ale rybníky postupně vysoušeny pro potřeby orné půdy. Dnes jsou na místech většiny někdejších rybníků úrodná pole a louky. Největší současný rybník, Komárovský, byl původně jeden ze tří sousedících Komárovských rybníků (z nich největší), po jejichž hrázích vedly spojovací cesty. Všechny tři byly vysušeny, později v polovině 20. století byl obnoven právě jen největší z nich.

## Fotogalerie

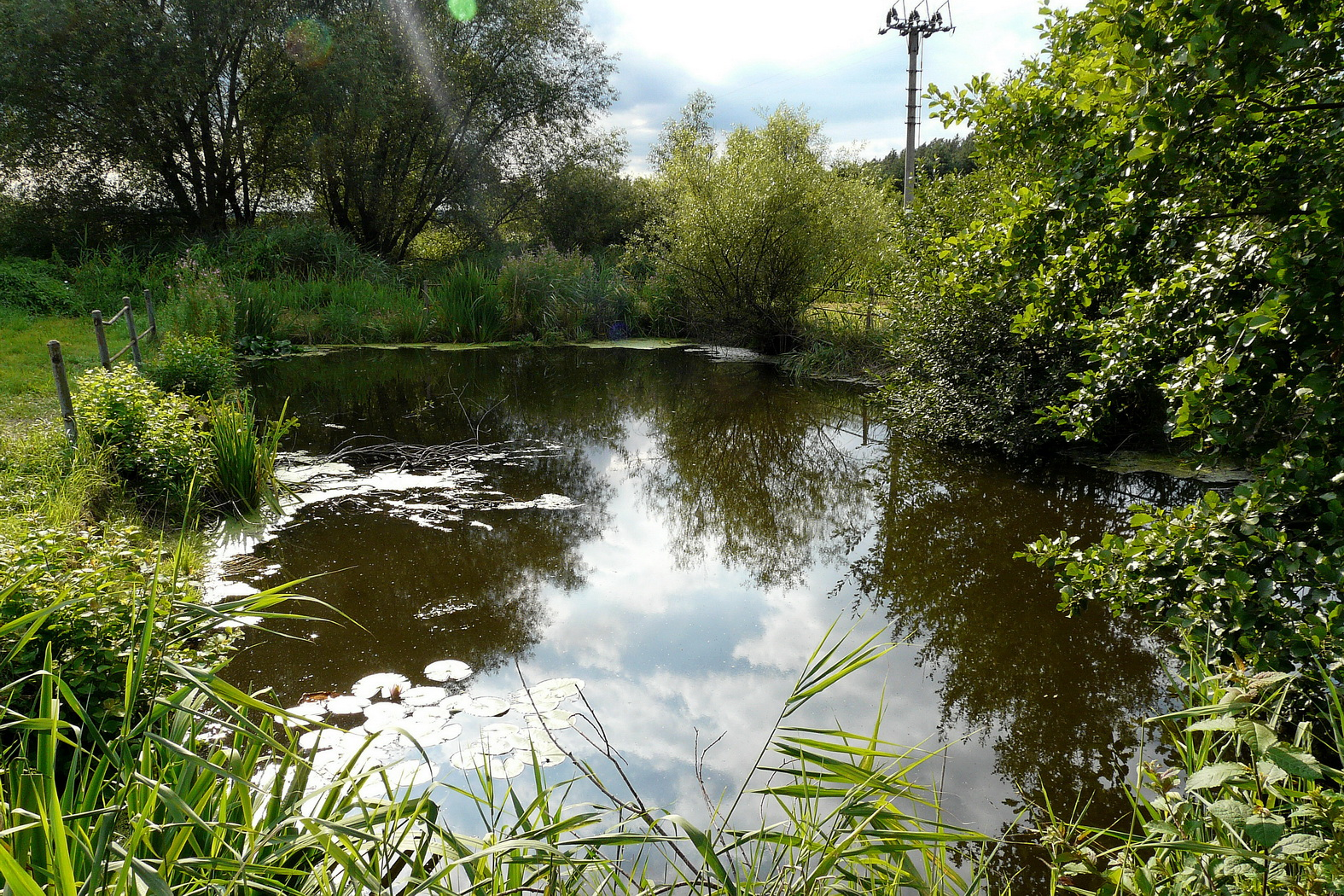
Pramenná nádrž Kněžmostky u Srbska
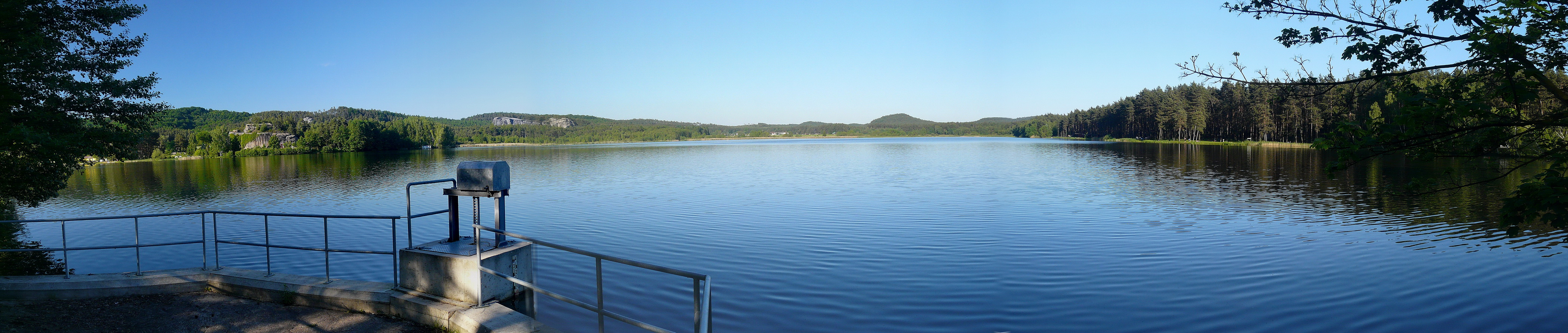
Komárovský rybník
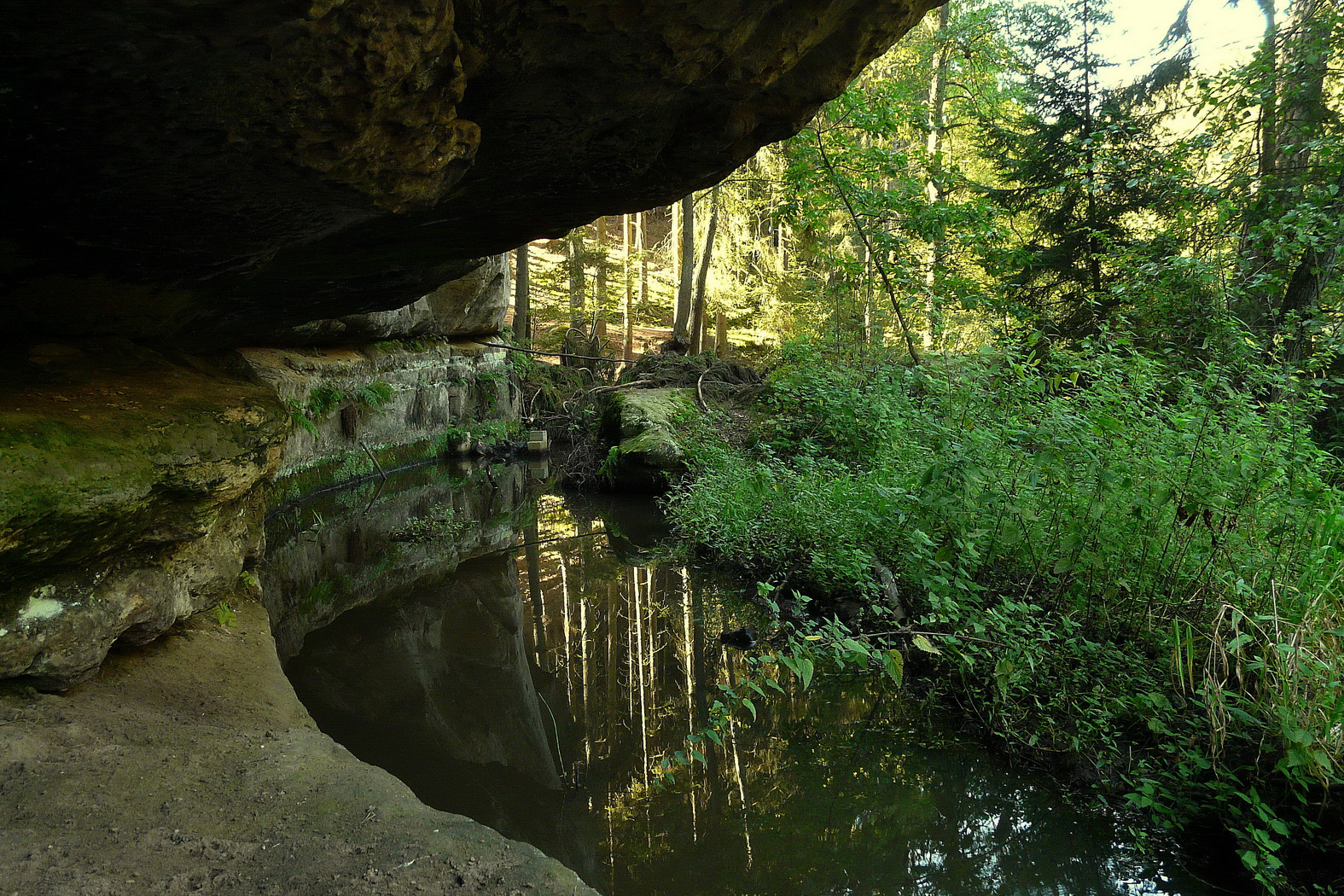
Kněžmostka před Drhlenským rybníkem
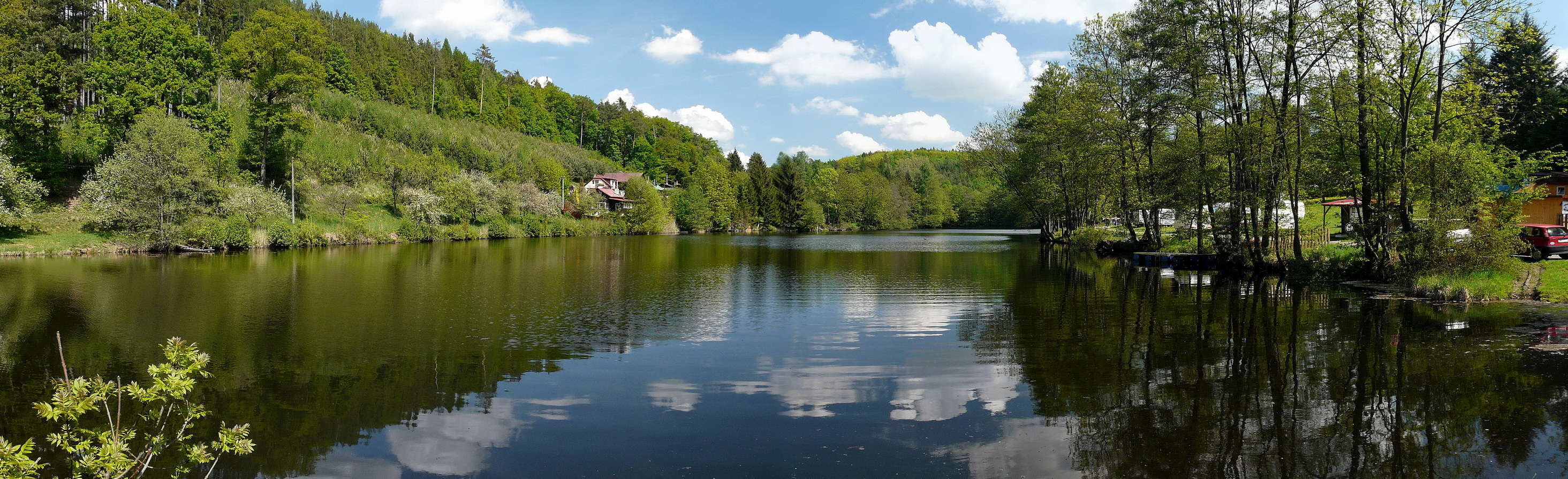
Drhlenský rybník
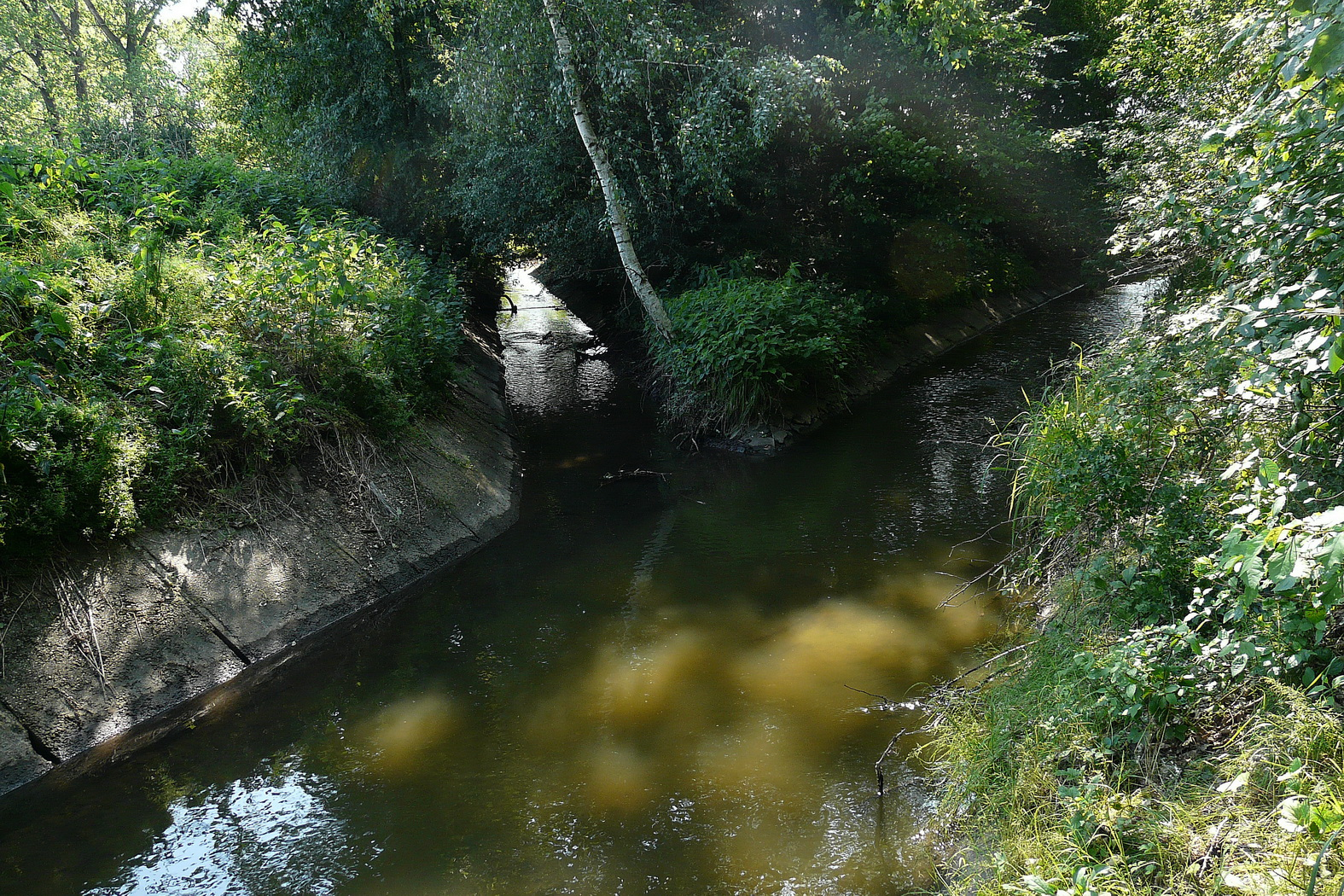
Soutok Kněžmostky s Býčinským potokem
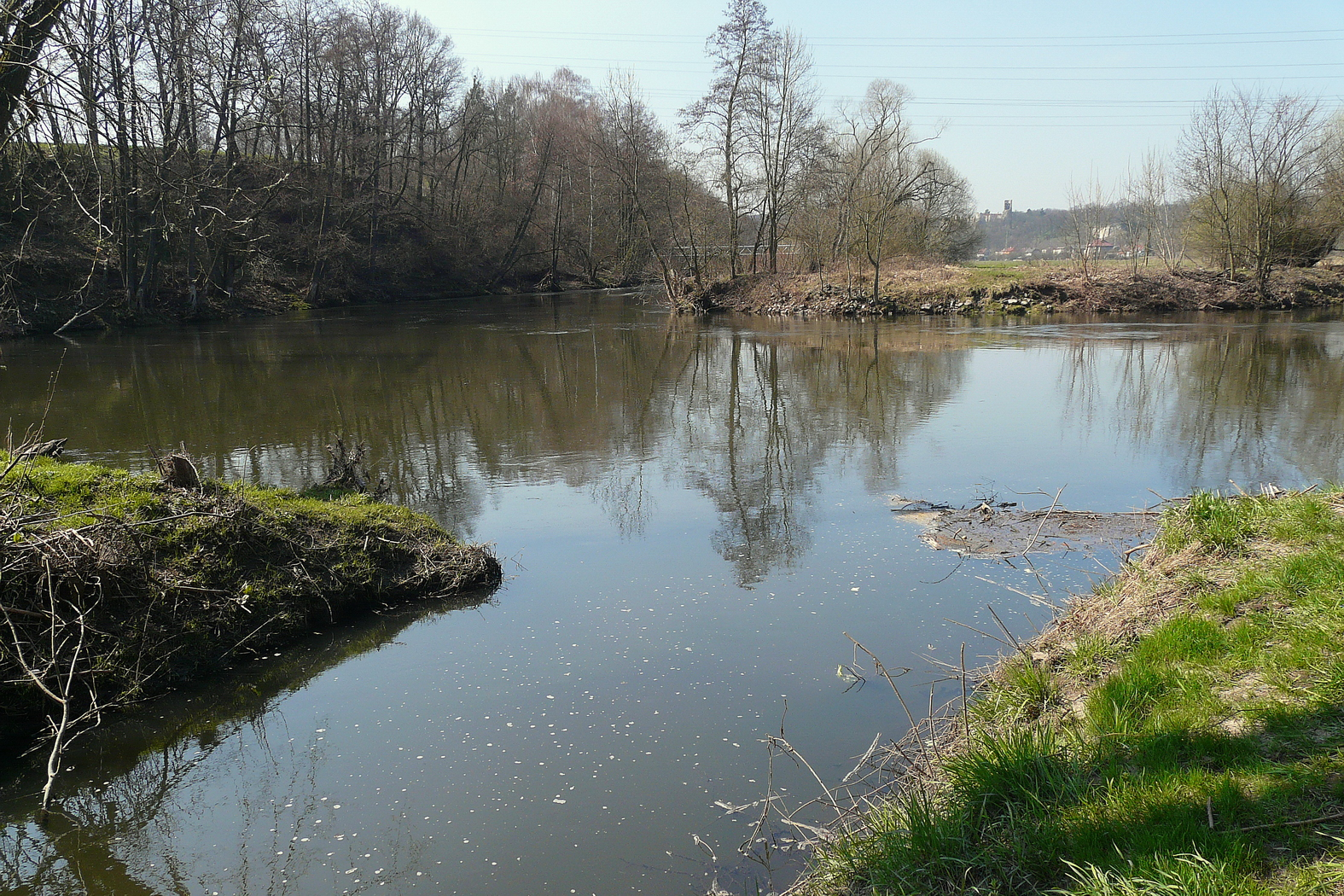
Soutok Jizery s Kněžmostkou